# أليساندرو برونتيرا
أليساندرو برونتيرا (بالإيطالية: Alessandro Prontera)‏ (من مواليد 15 سبتمبر 1986 في تريكازي) هو حكم كرة قدم إيطالي.

## سيرته الشخصية
أصله من ليتشي، وقد عاش في بولونيا منذ عام 2006، وهو العام الذي انتقل فيه إلى بولونيا لدراسة طب الأسنان.

## مسيرته التحكيمة

### منذ 2010
وصل إلي الدوري الإيطالي الدرجة الثالثة في 2013، ظهر لأول مرة في دوري الدرجة الأولى في 23 مارس 2014، في مباراة نادي فياريجو ضد بارليتا. في عام 2018 تمت ترقيته من قبل لجنة الحكم الوطنية إلي الدرجة ب، ظهر لأول مرة في سلسلة المتدربين يوم 27 أكتوبر، في الدوري الإيطالي الدرجة الثانية في مباراة نادي بريشيا ضد كوسينزا كالشيو.
في 6 أكتوبر 2019، ظهر لأول مرة في دوري الدرجة الأولى الإيطالي، في مباراة فيورنتينا وأودينيزي، والتي انتهت بنتيجة 1-0 لنادي فيورنتينا.

### منذ 2020
في نهاية موسم 2020-2021، شارك في 7 مباريات في الدوري الإيطالي و 30 في دوري الدرجة الثانية.